# Леванідов Владислав Олександрович
Владислав Олександрович Леванідов (нар. 23 лютого 1993, Кривий Ріг, Україна) — український футболіст, воротар клубу «Хуст».

## Життєпис

### Ранні роки
Першу футбольну підготовку пройшов у київських РВУФК і «Динамо». У чемпіонаті ДЮФЛУ провів 57 матчів. У сезоні 2008/09 був визнаний найкращим воротарем чемпіонату України U-16.

### Клубна кар'єра
У 2009 році перейшов в академію київського «Динамо», але перед цим встиг дебютувати в професійному футболі. 4 квітня 2009 року у складі київського ЦСКА зіграв у матчі першої ліги проти хмельницького «Динамо».
Влітку 2011 року підписав контракт з «Олександрією». У першій команді дебютував 22 серпня 2012 року в кубковому поєдинку проти свердловського «Шахтаря». 20 вересня 2015 дебютував у Прем'єр-лізі, вийшовши в стартовому складі «Олександрії» в домашньому матчі проти львівських «Карпат». Це сталося через травму основного воротаря команди, Андрія Новака. У грудні того ж року підписав з «Олександрією» новий півторарічний контракт. 31 жовтня 2016 року вперше його було включено до символічної збірної туру УПЛ за версією порталу «UA-Футбол». Проте з 2018 року Леванідов втратив місце в основі олександрійського клубу.
З початку сезону 2018/19 Владислав Леванідов став гравцем клубу першої ліги «Волинь». Дебютував у луцькій команді 27 серпня 2019 року в грі Кубку України проти хмельницького «Поділля», відігравши у рамці воріт увесь матч.

### Кар'єра в збірній
У 2009 році викликався в юнацьку збірну України (U-17), однак на поле так жодного разу не вийшов, провівши шість матчів на лавці запасних.

## Досягнення
- Перша ліга чемпіонату України
  -  Чемпіон: 2014/15
  -  Срібний призер: 2013/14
  -  Бронзовий призер: 2012/13

- Кубок України
  - 1/2 фіналу: 2015/16

## Статистика
Станом на 30 жовтня 2016 року
| Клуб          | Ліга         | Сезон   | Чемпіонат | Чемпіонат | Кубок | Кубок | ЛЄ    | ЛЄ   | Дубль | Дубль |
| Клуб          | Ліга         | Сезон   | Матчі     | Голи      | Матчі | Голи  | Матчі | Голи | Матчі | Голи  |
| ------------- | ------------ | ------- | --------- | --------- | ----- | ----- | ----- | ---- | ----- | ----- |
| ЦСКА          | Друга ліга   | 2008/09 | 3         | −?        |       |       |       |      |       |       |
| Динамо (Київ) | Прем'єр-ліга | 2010/11 |           |           |       |       |       |      |       |       |
| Олександрія   | Прем'єр-ліга | 2011/12 |           |           |       |       |       |      | 17    | −22   |
| Олександрія   | Перша ліга   | 2012/13 | 9         | −13       | 1     | −2    |       |      |       |       |
| Олександрія   | Перша ліга   | 2013/14 | 15        | −12       | 1     | −4    |       |      |       |       |
| Олександрія   | Перша ліга   | 2014/15 | 3         | −1        | 2     | −2    |       |      |       |       |
| Олександрія   | Прем'єр-ліга | 2015/16 | 13        | −12       | 5     | −5    |       |      | 3     | −3    |
| Олександрія   | Прем'єр-ліга | 2016/17 | 5         | −6        |       |       | 1     | −3   | 1     | −1    |